# Claudine Gay
Claudine Gay (nascida em 1970) é uma cientista política e administradora acadêmica americana que foi a 30ª presidente da Universidade de Harvard e é professora Wilbur A. Cowett de governo e de estudos africanos e afro-americanos em Harvard. A pesquisa de Gay aborda o comportamento político americano, incluindo a participação eleitoral e políticas de raça e identidade.
Gay se tornou a primeira presidente negra de Harvard depois de ter atuado como Reitor de Ciências Sociais e Reitor da Faculdade de Artes e Ciências de Harvard.
Em dezembro de 2023, Gay e dois outros presidentes de universidades enfrentaram pressão do público e de um comitê do Congresso para renunciarem, devido às respostas ao antissemitismo em seus campi. Gay também enfrentou acusações de plágio, incluindo uma investigação do mesmo comitê. No mês seguinte, ela renunciou à presidência.

## Início
Gay cresceu como filho de imigrantes haitianos que vieram para os Estados Unidos e se conheceram na cidade de Nova York quando eram estudantes. Sua mãe estudou enfermagem e seu pai estudou engenharia. Gay passou grande parte de sua infância primeiro em Nova York e depois na Arábia Saudita, onde seu pai trabalhava para o Corpo de Engenheiros do Exército dos EUA, enquanto sua mãe era enfermeira registrada. Ela é prima da escritora Roxane Gay e sua família no Haiti possui e administra a maior fábrica de concreto daquele país.
Gay frequentou a Phillips Exeter Academy, um internato particular em Exeter, New Hampshire, graduando-se em 1988. Ela frequentou a Universidade de Princeton por um ano antes de se transferir para a Universidade de Stanford, onde estudou economia, graduando-se em 1992. Ela recebeu o Prêmio Anna Laura Myers por uma excelente tese em economia. Gay obteve seu doutorado. em 1998, em Harvard, onde ganhou o Prêmio Toppan da universidade para a melhor dissertação em ciência política.

## Carreira acadêmica
Depois de se formar, Gay foi professor assistente e, mais tarde, professor associado titular no Departamento de Ciência Política de Stanford de 2000 a 2006. No ano letivo de 2003-2004, foi bolsista do Centro de Estudos Avançados em Ciências do Comportamento.
A pesquisa de Gay aborda o comportamento político americano, incluindo a participação eleitoral, a política habitacional e as políticas de raça e identidade. Ela foi recrutada por Harvard para ser professora de governo em 2006 e nomeada professora de estudos afro-americanos em 2007.

### Cargos administrativos
Como reitora da Faculdade de Artes e Ciências de Harvard (FAS), que supervisiona os estudos de pós-graduação e graduação, Gay descreveu quatro preocupações principais: aumentar a diversidade entre o corpo docente, apoiar os alunos interessados em estudos interdisciplinares e promover o envolvimento do corpo docente na comunidade da universidade.
As prioridades de Gay durante seu mandato como reitora incluíram iniciativas antirracismo e o aumento da diversidade racial no campus entre estudantes e professores. Em agosto de 2020, a FAS contratou seu primeiro Reitor Associado de Diversidade, Inclusão e Pertencimento. Após a decisão da Suprema Corte de junho de 2023 no caso Students for Fair Admissions v. Harvard, que considerou que os programas de ação afirmativa baseados em raça nas admissões em faculdades eram inconstitucionais, Gay disse que Harvard iria "cumprir a decisão do tribunal, mas isso não muda nossos valores."
Em setembro de 2020, Gay lançou uma força-tarefa para examinar a cultura visual da universidade no campus, incluindo "sinalização, fotografias, monumentos e retratos". O relatório observou que os retratos nas paredes de edifícios como o Annenberg Hall retratavam principalmente homens brancos e recomendava a redecoração "de uma forma que reequilibrasse a narrativa histórica".
Durante seu reitor, Gay disciplinou vários professores de Harvard por suposta má conduta sexual. Ela retirou o status de emérito dos professores aposentados Jorge I. Domínguez e Gary Urton, e colocou os professores John Comaroff e Roland G. Fryer Jr. Gay também sancionou o professor Martin Nowak por “comportamento pouco profissional” em seus contatos com o agressor sexual Jeffrey Epstein.
O professor da Escola de Direito de Harvard e reitor da Winthrop House, Ronald S. Sullivan Jr., enfrentou protestos estudantis na primavera de 2019, depois de se juntar à equipe de defesa legal de Harvey Weinstein, que estava sendo julgado por estupro. Gay chamou a resposta de Sullivan à controvérsia de "insuficiente", citando sua "responsabilidade especial" como reitor pelo bem-estar dos residentes de Winthrop. Administradores, incluindo o reitor do Harvard College, Rakesh Khurana e Gay, decidiram não renovar o contrato de Sullivan como reitor da Winthrop no mandato seguinte. Esta decisão foi criticada por Sullivan e pela União Americana pelas Liberdades Civis.
Uma pesquisa de março de 2020 com professores de Harvard feita pelo The Harvard Crimson descobriu que 47 % dos entrevistados estavam satisfeitos com o reitor de Gay, enquanto 17 % estavam insatisfeitos.
Com o início da pandemia da COVID-19 na primavera de 2020, Gay lançou um programa piloto para o pessoal de Harvard trabalhar remotamente. Depois que a universidade fez a transição para o ensino remoto durante o ano letivo de 2020-21, Gay anunciou em março de 2021 que Harvard retornaria ao ensino presencial no outono.
Harvard enfrentou interrupções educacionais e financeiras devido à pandemia de COVID-19. Para o ano fiscal de 2020, a Faculdade de Artes e Ciências relatou perdas de US$ 15,8 milhões. Em 2021, Gay anunciou que os custos dos principais compromissos acadêmicos da FAS eram maiores do que suas receitas e iniciou processos para reduzir despesas. Em 2021, a FAS reportou um excedente de 51 milhões de dólares, um aumento em relação ao déficit projetado de 112 milhões de dólares.
Além de seus cargos em Harvard, Gay atuou como vice-presidente da Midwest Political Science Association de 2014 a 2017 e curadora da Phillips Exeter de 2017 a 2023.
Em 2 de janeiro de 2024, Gay anunciou que estava renunciando ao cargo. Num e-mail aos afiliados, Gay escreveu: "tem sido angustiante ter dúvidas sobre os meus compromissos de enfrentar o ódio e de defender o rigor acadêmico - dois valores fundamentais que são fundamentais para quem eu sou - e assustador ser sujeito a ataques pessoais e ameaças alimentadas por animosidade racial."
Após a renúncia de Gay, Alan Garber, reitor de Harvard, foi nomeado presidente interino. Gay permaneceu no corpo docente de Harvard.

#### Audiência no Congresso sobre antissemitismo
Após o ataque liderado pelo Hamas a Israel em 7 de outubro de 2023, Gay enfrentou críticas, inclusive do ex-presidente de Harvard, Lawrence Summers, por não ter condenado adequadamente os ataques. Numa audiência do comitê do Congresso em dezembro de 2023, Gay e os presidentes do MIT e da Universidade da Pensilvânia foram questionados sobre a resposta institucional ao antissemitismo em seus campi. Quando questionado se um hipotético apelo ao genocídio do povo judeu seria qualificado como uma violação do código de conduta de Harvard, Gay respondeu: “Pode ser, dependendo do contexto”. Mais tarde, ela esclareceu: "Retórica antissemita, quando se transforma em conduta que equivale a bullying, assédio, intimidação - essa é uma conduta acionável e nós agimos."
Os comentários de Gay foram amplamente criticados na mídia. Em resposta, Gay pediu desculpas e disse que algumas pessoas "confundiram o direito à liberdade de expressão com a ideia de que Harvard tolerará apelos à violência contra estudantes judeus". Uma carta assinada por 70 representantes do Congresso pedia a renúncia dos três presidentes.
Em 11 de dezembro, mais de 700 dos 2.452 professores de Harvard assinaram uma carta se opondo aos apelos para que Gay fosse destituído do cargo de presidente da universidade. O comitê executivo da Associação de Ex-alunos de Harvard afirmou que "unanimamente e inequivocamente" apoiava a liderança de Gay, elogiando-a "por proteger a liberdade acadêmica e o direito de todos os estudantes de expressarem suas opiniões". Em 12 de dezembro, o conselho da Harvard Corporation disse que apoiava "unanimemente" a liderança de Gay, acrescentando: "A presidente Gay pediu desculpas pela forma como lidou com seu testemunho no Congresso e se comprometeu a redobrar a luta da Universidade contra o antissemitismo."

#### Investigações de plágio
Logo após a audiência no Congresso de dezembro, Gay foi acusado de plágio pelo ativista conservador Christopher Rufo e pelo jornalista Aaron Sibarium, e por uma denúncia anônima. Conforme resumido pelo The New York Times, as alegações diziam respeito ao "uso de material de outras fontes sem a devida atribuição... [variando] desde breves trechos de definições técnicas até parágrafos resumindo pesquisas de outros acadêmicos que são apenas levemente parafraseados e, em alguns casos, carece de qualquer citação direta de outros estudiosos." As alegações totalizaram quase 50 ocorrências abrangendo oito dos trabalhos acadêmicos de Gay, incluindo sua dissertação e cinco de seus 11 artigos publicados.
Em resposta, Gay disse que apoiava a integridade de seu trabalho e solicitou uma revisão externa dele. A Harvard Corporation informou que a revisão encontrou "alguns casos de citação inadequada" e "linguagem duplicada sem atribuição apropriada" em seu trabalho, mas "nenhuma violação dos padrões de Harvard para má conduta em pesquisa". Análises do The Harvard Crimson e da CNN contestaram a declaração de Harvard, descobrindo que Gay provavelmente violou as políticas da universidade sobre plágio e integridade acadêmica. Gay solicitou sete correções para adicionar citações e aspas à sua dissertação e a dois de seus artigos.
Em resposta às alegações, a comissão do Congresso que realizou a audiência sobre o antissemitismo disse que examinaria o trabalho de Gay e pediu à universidade que produzisse comunicações e documentação relacionadas. No mês seguinte, Gay renunciou à presidência da universidade.

## Vida pessoal
Claudine é casada com Christopher Afendulis, analista de sistemas de informação do Departamento de Pesquisa e Política de Saúde de Stanford. Eles têm um filho.

## Ligações externos
- «Biografia». no site da Universidade de Harvard